# Фантони (Виченца)
Фантони је насеље у Италији у округу Виченца, региону Венето.
Према процени из 2011. у насељу је живело 52 становника. Насеље се налази на надморској висини од 312 м.